# 마리앵 응구아비
마리앵 응구아비(프랑스어: Marien Ngouabi, 1938년 12월 31일 ~ 1977년 3월 18일)는 콩고의 공산주의 군인이자, 콩고 인민공화국의 정치인이다. 1969년부터 암살당할 때까지 콩고 인민공화국의 대통령을 맡았다.

## 국가원수 재임
그는 1968년 12월 29일에서부터 1969년 1월 1일까지 콩고 공화국 대통령 권한대행을 역임하였고, 1969년 1월 1일에서부터 1969년 12월 31일까지 콩고 공화국 대통령을 역임하였으며, 1969년 12월 31일에서부터 이튿날 1970년 1월 1일까지 콩고 인민공화국 국가원수 권한대행을 잠시 역임하였고, 1970년 1월 1일에서부터 1977년 3월 18일까지 콩고 인민공화국 대통령 직위를 맡았다.

## 생애

### 일생
그는 1938년 당시 프랑스 식민지 콩고 이북 지방에서 태어나 브라자빌을 거쳐 부아르에서 공부하고 이후 1961년 프랑스에 정착해 스트라스부르에서 교육을 받고 군대에 입대하였다. 1962년 콩고로 돌아와 부앵트누아르 육군 특전공수여단 수비대대 예하 수비소대장 및 육군 중위로 주둔하다가 1963년 육군 대위 진급과 함께 콩고 부앵트누아르 육군 특전공수여단 수비대대 예하 수색중대장이 되었다.
1964년 육군 소령 진급 이후 1965년 콩고 공화국 최초의 낙하산 대대를 창설하여 육군 중령 진급했으나 정부와의 갈등으로 1966년 다시 육군 소령 신분으로 강등되었고 이후 쿠데타 모의를 이유로 대통령 알퐁스 마셈바데바에 의해 1968년 7월 29일 콩고 육군 중위 알프레드 라울 콩고 육군 작전사령부 작전장교와 함께 체포되었다. 그러나 응구아비의 체포는 군인들의 불만을 폭발시켜 7월 31일 군인들에 의해 구출되어 8월 5일 국가 혁명 위원회(CNR)을 조직하고 수장이 되었다.
9월 4일 마셈바데바가 사임하자 총리 알프레드 라울이 12월 31일까지 대통령을 맡다가 응구아비에게 권한을 넘기면서 콩고를 아프리카 최초의 마르크스주의 국가로 선포했다. 콩고의 유일 합법 정당인 콩고 노동당(PCT)을 결성하고 정치적으로는 중도였으나, 실제로는 마르크스 이데올로기를 도입하여 엄격한 사회주의를 표하였다. 이후 다른 한편 1967년 2월에는 육군 중령 재진급, 1968년 1월에 육군 대령 진급하는 등 거듭 육군 계급이 진급하여 1968년 7월 14일을 기하여 육군 준장 진급으로써 장군이 되며 1968년 12월 29일을 기하여 콩고 공화국 대통령 권한대행이 되었고 1969년 1월 1일을 기하여 정식으로 콩고 공화국 대통령이 되었으며 1969년 3월 2일을 기하여 예비역 콩고 육군 준장으로 전역하였고 이후 자신의 32번째 생일이었던 1969년 12월 31일을 기하여 콩고 인민공화국을 선포하였다.
또한 북부에서 남부까지 국가 전체를 통제하면서 여러 반발을 불러일으켜 1972년 2월 브리자빌에서 야당에 의한 군사 쿠데타가 일어났는데 응구아비가 석유가 풍부한 앙골라의 영토인 카빈다를 위협하면서 프랑스의 압력에 의해 일어났다고 추측된다. 1973년 응구아비는 중화인민공화국을 방문했고 1974년 12월 30일 PCT 후보로 나서 재선되었고 PCT의 종신 의장(영구 직위)으로도 선출되었다.

### 말로
1975년 1월 9일 대통령 선서 후 콩고 인민공화국 3선 대통령에 취임하였고 소련과 경제 원조 협정을 체결하기도 했으나 1977년 3월 18일 전직 대통령 마셈바데바와 함께 자살 폭탄 테러로 암살되었다. 사후 당 군사위원회(CMP)의 주도로 요야킴 욤비 오판고가 임시 정부를 조직하고 후임 대통령이 되었다. 브라자빌에 묻혔으며 해마다 3월 18일은 마리앵 응구아비의 날로 정해졌으며 브라자빌에 위치한 콩고 유일의 대학도 마리앵 응구아비 대학교로 명명되었다.